# Жуков Олександр Іларіонович
Олександр Іларіонович Жуков (10 вересня 1912, місто Юзівка, тепер Донецьк — 26 березня 2003, місто Київ) — український радянський металург, політичний діяч, директор Макіївського металургійного заводу імені Кірова, заступник голови Держплану УРСР. Герой Соціалістичної Праці (19.07.1958). Член ЦК КПУ в 1966—1971 роках.

## Біографія
Освіта вища. У 1935 році закінчив інститут, інженер-металург.
З 1935 року — майстер, інженер-прокатник Макіївського металургійного заводу імені Кірова Сталінської області. У 1941 році був евакуйований у місто Сталінськ (тепер — Новокузнецьк) РРФСР, де працював інженером, начальником зміни блюмінга, заступником начальника цеху Кузнецького металургійного заводу.
Член ВКП(б) з 1944 року.

Могила Олександра Жукова, Байкове кладовище

Після війни повернувся на Макіївський металургійний завод імені Кірова. Працював інженером, заступником головного інженера заводу.
У 1956—1968 роках — директор Макіївського металургійного заводу імені Кірова Сталінської (Донецької) області.
У серпні 1968 — квітні 1987 року — заступник голови Державної планової комісії (Держплану) Української РСР.
З квітня 1987 року — персональний пенсіонер союзного значення в місті Києві.
Помер у 90-річному віці 26 березня 2003 року. Похований разом з дружиною на Байковому кладовищі Києва (ділянка № 49б, 50°25′2.47″ пн. ш. 30°30′4.21″ сх. д. / 50.4173528° пн. ш. 30.5011694° сх. д.).

## Нагороди
- Герой Соціалістичної Праці (19.07.1958)
- два ордени Леніна (19.07.1958, 22.03.1966)
- два ордени Трудового Червоного Прапора (5.11.1954, 12.06.1981)
- орден Червоної Зірки (31.03.1945)
- три медалі «За трудову доблесть» (10.04.1943, 6.02.1951, 22.07.1955)
- медаль «За трудову відзнаку» (5.05.1944)
- медалі
- Почесна грамота Президії Верховної Ради Української РСР (9.09.1982)
- Почесна грамота Кабінету міністрів України (29.08.2002)
- Заслужений металург Української РСР (8.09.1972)